# 凯文·迈克尔·理查森
凱文·邁克爾·理查森（英語：Kevin Michael Richardson，1964年10月25日—）是一位美国演员和配音员，自1990年代早期以来，因他各种各样低沉的聲音而著称。比如2003年在剧场版动画电影《蝙蝠侠：神秘的女蝙蝠侠》中飾演卡爾顿·迪凱纳。他也闻名于在电子游戏《瑞奇與叮噹》中的董事長的聲音，電子遊戲《光晕2》中的地狱，《静态冲击》中的罗伯特·霍金斯和在《星际宝贝》里头飾演隊長Gantu。此外他還提供了在《克利夫蘭秀》中的小克利夫蘭·布朗的聲音，和校長布莱恩·刘易斯于《特工老爹》及塞斯·麦克法兰也称为舱壁于《變形金刚：黄金》，重制版《霹雳貓2011》中的Panthro、《綠光戰警：動畫系列》中的基洛沃格、《新蝙蝠侠》中的小丑（傑克·奈皮爾），以及《忍者龜2012》中的施莱德。